# 博斯地区让维尔
博斯地区让维尔（法語：Janville-en-Beauce，法語發音：[ʒɑ̃vil ɑ̃ bos]），法国中北部城市，中央-卢瓦尔河谷大区厄尔-卢瓦省的一个市镇，隶属于沙特尔区，其市镇面积为42.32平方公里，2022年1月1日时人口数量为2,482人，在法国城市中排名第4,385位。
博斯地区让维尔位于厄尔-卢瓦省东南部，博斯地区腹地，是一个区域性的中心城市，A10高速公路和多条干线公路在此交汇。

## 地名来源
“Janville”一名的来源及含义均尚有待考证。法国境内还有多个以此命名的市镇。

## 历史
博斯地区让维尔成立于2019年，由原市镇让维尔、阿莱讷-梅尔维利耶和勒皮塞合并而成，其中让维尔为政府驻地。
让维尔的早期建城历史尚不清楚，古典时期一条连接桑斯和勒芒之间的道路由此通过，当地镇中心的教堂始建于公元13世纪。英法百年战争期间，让维尔曾遭到破坏。中世纪末，让维尔成为一个区域性的贸易集镇，当地兴建了一处高33米的塔楼。法国大革命后，让维尔成为厄尔-卢瓦省的一个市镇，并在1790至2015年3月间为让维尔县的县治。
阿莱讷-梅尔维利耶和勒皮塞历史上则均长期为普通农业聚落，法国大革命后各自成为独立市镇。
2023年4月，博斯地区让维尔曾举办“数千年的博斯地区让维尔”（Mille ans d’histoire de Janville-en-Beauce）展览活动。

## 地理

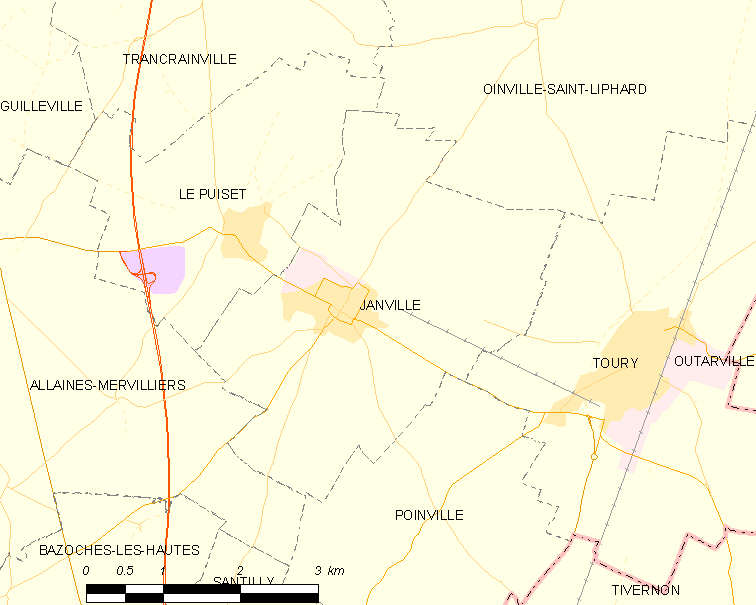
原让维尔市镇范围地图

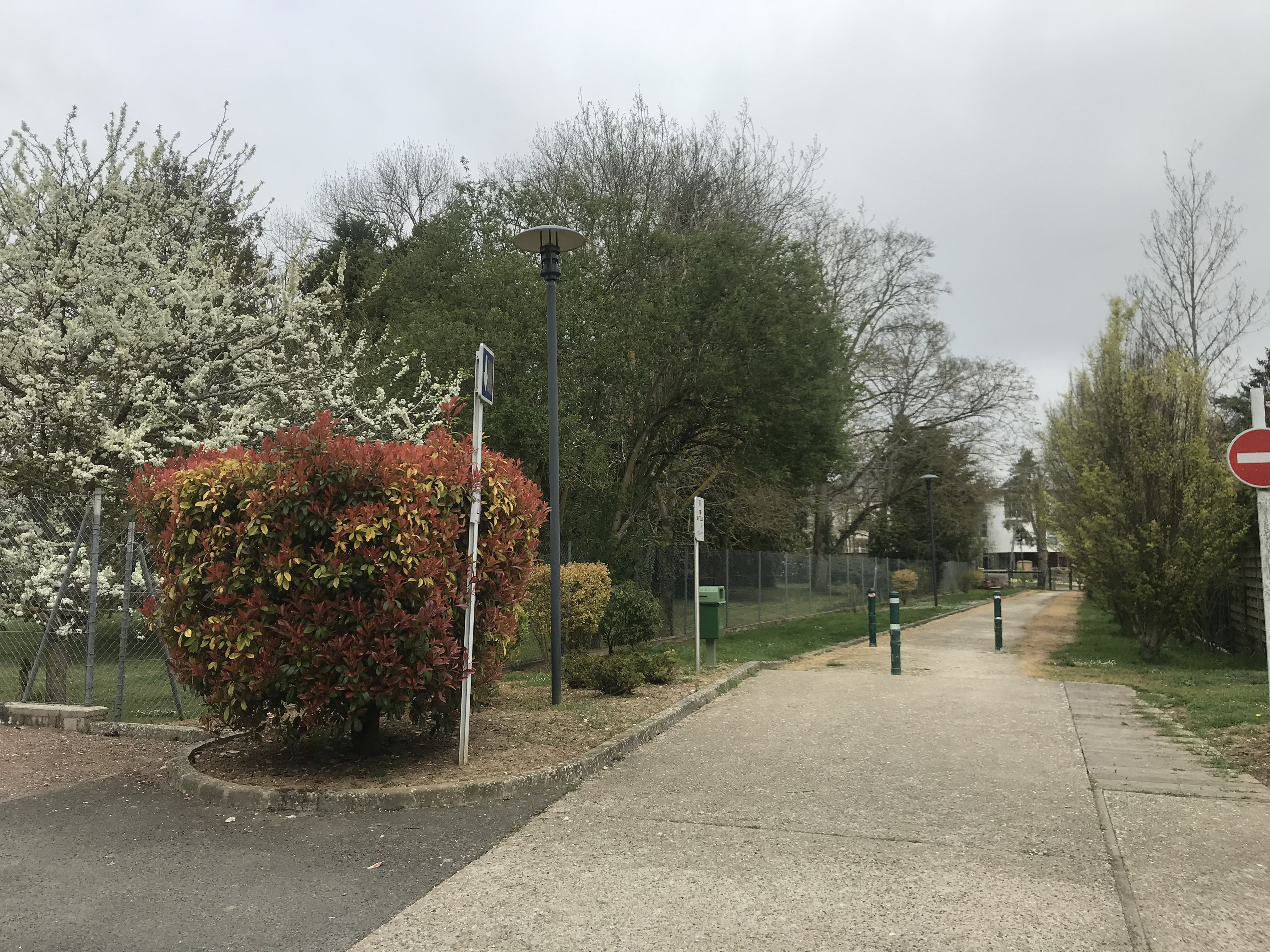
博斯地区让维尔境内的一处绿地

博斯地区让维尔位于法国中北部，中央-卢瓦尔河谷大区北部和厄尔-卢瓦省东南部，距离省会沙特尔大约44公里。与博斯地区让维尔接壤的市镇包括：上巴佐什、博斯地区埃奥勒、吉勒维尔、万维尔圣利法尔、潘维尔、特朗克兰维尔、桑蒂利、蒂耶勒佩讷和图里。

### 地形
博斯地区让维尔位于博斯地区腹地，境内以平原为主，市镇中心地势较为平坦，全境海拔在124到150米之间。

### 水文
博斯地区让维尔位于卢瓦尔河与塞纳河两大流域之间的过渡地带，其市镇范围无大型天然地表径流。

### 植被
博斯地区让维尔属于温带阔叶混交林区，林地零星散落分布于市镇范围内的多个区域，当地多敞田景观。
在鲜花城市的评比中，博斯地区让维尔暂未被评级。

### 气候
博斯地区让维尔在柯本气候分类法中属于温带海洋性气候（Cfb）。
距离博斯地区让维尔最近的常年气象站位于潘维尔境内，以下为该气象站的数据（其中日照数据取自沙托丹气象站）：
| 潘维尔 1981年－2019年 | 潘维尔 1981年－2019年 | 潘维尔 1981年－2019年 | 潘维尔 1981年－2019年 | 潘维尔 1981年－2019年 | 潘维尔 1981年－2019年 | 潘维尔 1981年－2019年 | 潘维尔 1981年－2019年 | 潘维尔 1981年－2019年 | 潘维尔 1981年－2019年 | 潘维尔 1981年－2019年 | 潘维尔 1981年－2019年 | 潘维尔 1981年－2019年 | 潘维尔 1981年－2019年 |
| 月份                  | 1月                   | 2月                   | 3月                   | 4月                   | 5月                   | 6月                   | 7月                   | 8月                   | 9月                   | 10月                  | 11月                  | 12月                  | 全年                  |
| --------------------- | --------------------- | --------------------- | --------------------- | --------------------- | --------------------- | --------------------- | --------------------- | --------------------- | --------------------- | --------------------- | --------------------- | --------------------- | --------------------- |
| 历史最高温 °C（°F）   | 16.1 (61.0)           | 20.3 (68.5)           | 23.3 (73.9)           | 27.8 (82.0)           | 31.6 (88.9)           | 37.4 (99.3)           | 37 (99)               | 38.6 (101.5)          | 33.1 (91.6)           | 28.2 (82.8)           | 21.1 (70.0)           | 16.4 (61.5)           | 38.6 (101.5)          |
| 平均高温 °C（°F）     | 6.5 (43.7)            | 8.2 (46.8)            | 12.2 (54.0)           | 15.5 (59.9)           | 19.5 (67.1)           | 23 (73)               | 25.7 (78.3)           | 25.6 (78.1)           | 21.1 (70.0)           | 16.1 (61.0)           | 10.2 (50.4)           | 6.5 (43.7)            | 15.8 (60.4)           |
| 日均气温 °C（°F）     | 3.8 (38.8)            | 4.8 (40.6)            | 7.5 (45.5)            | 10.2 (50.4)           | 14.1 (57.4)           | 17 (63)               | 19.2 (66.6)           | 19.3 (66.7)           | 15.5 (59.9)           | 11.9 (53.4)           | 7.1 (44.8)            | 4 (39)                | 11.2 (52.2)           |
| 平均低温 °C（°F）     | 1.2 (34.2)            | 1.3 (34.3)            | 2.8 (37.0)            | 4.8 (40.6)            | 8.6 (47.5)            | 11.1 (52.0)           | 12.7 (54.9)           | 12.9 (55.2)           | 9.9 (49.8)            | 7.6 (45.7)            | 4 (39)                | 1.5 (34.7)            | 6.5 (43.7)            |
| 历史最低温 °C（°F）   | −16.5 (2.3)           | −16.1 (3.0)           | −14.1 (6.6)           | −4.8 (23.4)           | −0.3 (31.5)           | 1.9 (35.4)            | 5.2 (41.4)            | 3.3 (37.9)            | 1.7 (35.1)            | −4.7 (23.5)           | −15.2 (4.6)           | −12.5 (9.5)           | −16.5 (2.3)           |
| 平均降水量 mm（）     | 44.4 (1.75)           | 39.4 (1.55)           | 39.4 (1.55)           | 45.8 (1.80)           | 58.3 (2.30)           | 47.7 (1.88)           | 51.3 (2.02)           | 56.3 (2.22)           | 45.1 (1.78)           | 56.5 (2.22)           | 53.5 (2.11)           | 56.1 (2.21)           | 593.8 (23.38)         |
| 月均日照時數          | 65.4                  | 87.2                  | 139.9                 | 180                   | 209.5                 | 226.3                 | 230                   | 228.4                 | 182.6                 | 120.1                 | 71.6                  | 58.4                  | 1,799.4               |
| 来源：infoclimat.fr   |                       |                       |                       |                       |                       |                       |                       |                       |                       |                       |                       |                       |                       |

## 行政区划
博斯地区让维尔的市镇编号为28199，邮政编号为28310。
在行政管理方面，博斯地区让维尔隶属于法国中央-卢瓦尔河谷大区厄尔-卢瓦省沙特尔区；在地方选举方面，博斯地区让维尔隶属于莱维拉日沃韦安县，其市镇范围全境被划入厄尔-卢瓦省第四选区；在社会管理方面，博斯地区让维尔是博斯之心市镇公共社区的办公驻地。
截至2024年6月，博斯地区让维尔市镇范围内暂无任何城市敏感街区及城市政策优先街区。
法国国家统计与经济研究所（简称）在进行数据统计时，未将博斯地区让维尔划入任何城市核心区（Unité urbaine）、城市区（Aire urbaine）及城市辐射区（Aire d'attraction）。此外，还将博斯地区让维尔市镇整体看作一个“块区”（IRIS），以便于统计人口分布情况。

## 交通

### 公路
A10高速公路、法国国道N154线和厄尔-卢瓦省省道D12线、D19线、D109线、D109.6线、D118线、D118.4线、D354.2线、D927线、D954线在博斯地区让维尔境内交汇。中央-卢瓦尔河谷大区公共交通（商业名称为“Rémi”）下属的厄尔-卢瓦省城际客运17线经停博斯地区让维尔，可通往图里和省会沙特尔。
| 12 | 3.4 |

| 沙特尔-埃帕尔广场 | 43 |

| 皮蒂维耶 | 30 |

| 阿尔特奈 | 15 |

2020年，77.7%的博斯地区让维尔家庭拥有至少一辆私人汽车。2021年，博斯地区让维尔境内共发生各类交通事故3起，造成3人受伤，其中2人重伤。

### 铁路

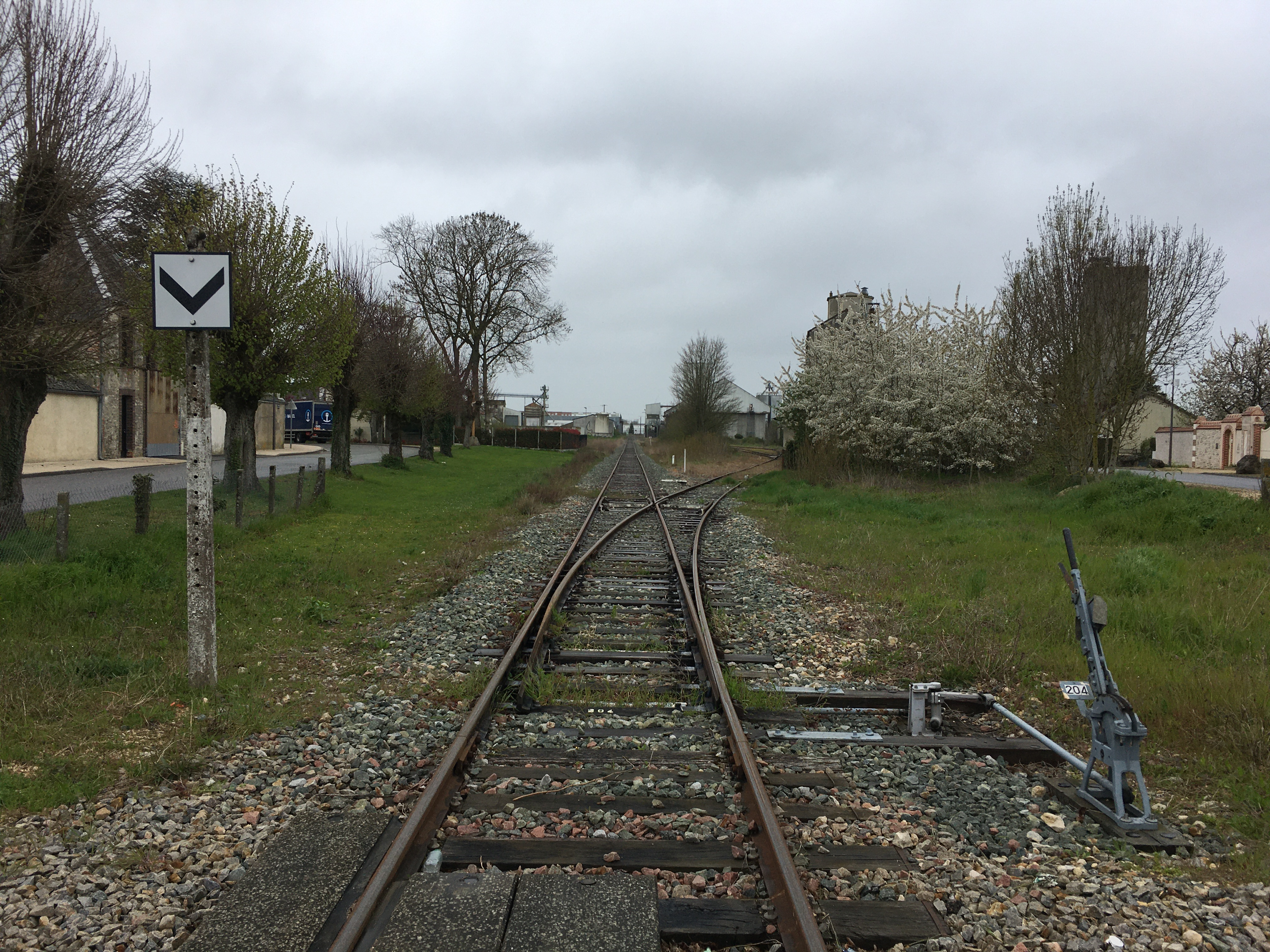
废弃的铁道

博斯地区让维尔位于沃夫—图里铁路上，该铁路已废弃。
距离博斯地区让维尔最近的运营中的客运铁路车站为6公里外的图里站，该停靠往返于巴黎和奥尔良一线的区域列车。

### 航空
博斯地区让维尔距离巴黎-奥利机场的公路里程大约88公里。

### 城市公共交通
截至2024年6月，博斯地区让维尔暂无城市公共交通系统。

## 政治

### 市政内阁
博斯地区让维尔的现任市长为斯特凡纳·马盖先生（Stéphane MAGUET），他是民主运动的一名成员，在2020年的市政选举中获得了100.00%的支持率（无其他候选人）。
| 博斯地区让维尔历届市长 | 博斯地区让维尔历届市长                | 博斯地区让维尔历届市长 |
| 任期                   | 市长                                  | 党派                   |
| ---------------------- | ------------------------------------- | ---------------------- |
| 2019年－2020年         | Jean-Louis DESFORGES 让-路易·德福尔热 | 無黨籍                 |
| 2020年－               | Stéphane MAGUET 斯特凡纳·马盖         | MoDem民主运动          |

### 各级选举
| 博斯地区让维尔历届投票选举结果 | 博斯地区让维尔历届投票选举结果 | 博斯地区让维尔历届投票选举结果 | 博斯地区让维尔历届投票选举结果 | 博斯地区让维尔历届投票选举结果 | 博斯地区让维尔历届投票选举结果 | 博斯地区让维尔历届投票选举结果 | 博斯地区让维尔历届投票选举结果 | 博斯地区让维尔历届投票选举结果 | 博斯地区让维尔历届投票选举结果 |
| 选举项目                       | 选举范围                       | 选区单位                       | 选区单位内的选举结果           | 选区单位内的选举结果           | 选区单位内的选举结果           | 选区单位内的选举结果           | 选区单位内的选举结果           | 选区单位内的选举结果           | 参考资料                       |
| 选举项目                       | 选举范围                       | 选区单位                       | 第一轮胜出者                   | 第一轮胜出者                   | 支持率                         | 第二轮胜出者                   | 第二轮胜出者                   | 支持率                         | 参考资料                       |
| ------------------------------ | ------------------------------ | ------------------------------ | ------------------------------ | ------------------------------ | ------------------------------ | ------------------------------ | ------------------------------ | ------------------------------ | ------------------------------ |
| 2017年法國總統選舉             | 法國                           | 让维尔                         |                                | 弗朗索瓦·菲永                  | 28.19%                         |                                | 埃马纽埃尔·马克龙              | 52.56%                         | [ 22 ]                         |
| 2017年法國總統選舉             | 法國                           | 阿莱讷-梅尔维利耶              |                                | 玛丽娜·勒庞                    | 34.21%                         |                                | 玛丽娜·勒庞                    | 54.43%                         | [ 22 ]                         |
| 2017年法國總統選舉             | 法國                           | 勒皮塞                         |                                | 弗朗索瓦·菲永                  | 26.99%                         |                                | 埃马纽埃尔·马克龙              | 51.37%                         | [ 22 ]                         |
| 2017年法国立法选举             | 厄尔-卢瓦省第四选区            | 让维尔                         |                                | 菲利普·维吉耶                  | 43.26%                         |                                | 菲利普·维吉耶                  | 69.29%                         | [ 22 ]                         |
| 2017年法国立法选举             | 厄尔-卢瓦省第四选区            | 阿莱讷-梅尔维利耶              |                                | 菲利普·维吉耶                  | 49.22%                         |                                | 菲利普·维吉耶                  | 76.47%                         | [ 22 ]                         |
| 2017年法国立法选举             | 厄尔-卢瓦省第四选区            | 勒皮塞                         |                                | 菲利普·维吉耶                  | 41.29%                         |                                | 菲利普·维吉耶                  | 75%                            | [ 22 ]                         |
| 2019年欧洲议会选举             | 法國                           | 市镇                           |                                | 若尔丹·巴尔代拉                | 34.34%                         | （不适用）                     | （不适用）                     | （不适用）                     | [ 24 ]                         |
| 2021年法国省级选举             | 厄尔-卢瓦省                    | 县                             |                                | 德尔菲娜·布勒东 马克·盖里尼    | 35.09%                         |                                | 德尔菲娜·布勒东 马克·盖里尼    | 64.92%                         | [ 25 ] [ 26 ]                  |
| 2021年法国省级选举             | 厄尔-卢瓦省                    | 市镇                           |                                | 德尔菲娜·布勒东 马克·盖里尼    | 29.53%                         |                                | 德尔菲娜·布勒东 马克·盖里尼    | 58.99%                         | [ 25 ] [ 26 ]                  |
| 2021年法国大区选举             |                                | 市镇                           |                                | 马克·费斯诺                    | 30.1%                          |                                | 马克·费斯诺                    | 31.05%                         | [ 27 ]                         |
| 2022年法国总统选举             | 法國                           | 市镇                           |                                | 玛丽娜·勒庞                    | .%                             |                                | 埃马纽埃尔·马克龙              | .%                             | [ 22 ]                         |
| 2022年法国立法选举             | 厄尔-卢瓦省第四选区            | 市镇                           |                                | 菲利普·维吉耶                  | 37.12%                         |                                | 菲利普·维吉耶                  | 55.29%                         | [ 22 ]                         |
| 2024年欧洲议会选举             | 法國                           | 市镇                           |                                | 若尔丹·巴尔代拉                | 43.74%                         | （不适用）                     | （不适用）                     | （不适用）                     | [ 22 ]                         |

## 人口
2021年，博斯地区让维尔市镇人口数量为2,512，在法国排名第4,385位。其中男性1,247人，女性1,294人，75岁及以上人口占8.9%，外籍人口数量为134人，人口密度为206人/平方公里，当地居民暂无官方称谓。2022年，博斯地区让维尔境内出生29人，死亡人口45人。
| 博斯地区让维尔2019年－2021年人口变化情况 |
|                                          |
| 数据来源：INSEE                          |

## 经济
博斯地区让维尔是一个区域性的中心城市。截至2024年6月，原让维尔市镇范围内共有各类用人单位（包含自雇）382家，平均历史为21年，其中99.39%为中小型企业（PME），2024年4月至6月间，当地的经济活力指数为0。（农林机械制造）、（路面工程）及（电缆安装）是当地2022年营业额最高的三个企业，分别为13,462,286欧元、3,219,324欧元和1,710,877欧元。

## 财政与居民收入
2022年，博斯地区让维尔的财政收入总额为2,206,520欧元，财政支出总额为1,688,760欧元，当年的债务总额为855,270欧元。2022年，博斯地区让维尔市镇通过增值税获得59,220欧元的收入，此外当地还共获得了20,700欧元的国家直接财政补助。
| 博斯地区让维尔居民收入情况                       | 博斯地区让维尔居民收入情况 | 博斯地区让维尔居民收入情况 | 博斯地区让维尔居民收入情况 |
| 内容                                             | 博斯地区让维尔             | 法国                       | 统计年份                   |
| ------------------------------------------------ | -------------------------- | -------------------------- | -------------------------- |
| 征税家庭总数                                     | 1,073                      | 1,081（法国市镇平均）      | 2022年                     |
| 居民平均月收入                                   | 2,168欧元                  | 2,435欧元                  | 2022年                     |
| 高级职员人均月收入                               | 3,662欧元                  | 4,331欧元                  | 2021年                     |
| 中级职员人均月收入                               | 2,340欧元                  | 2,470欧元                  | 2021年                     |
| 普通职员人均月收入                               | 1,777欧元                  | 1,801欧元                  | 2021年                     |
| 贫困率                                           | 10%                        | 14.5%                      | 2020年                     |
| 青壮年（15至64岁）失业率                         | 9.1%                       | 7.4%                       | 2020年                     |
| 征税家庭数量占比                                 | 45.5%                      | 45.5%                      | 2020年                     |
| 家庭年均纳税                                     | 2,393欧元                  | 4,393欧元                  | 2022年                     |
| 资料来源：INSEE、L'Internaute、Le Journal du Net |                            |                            |                            |

## 社会事务

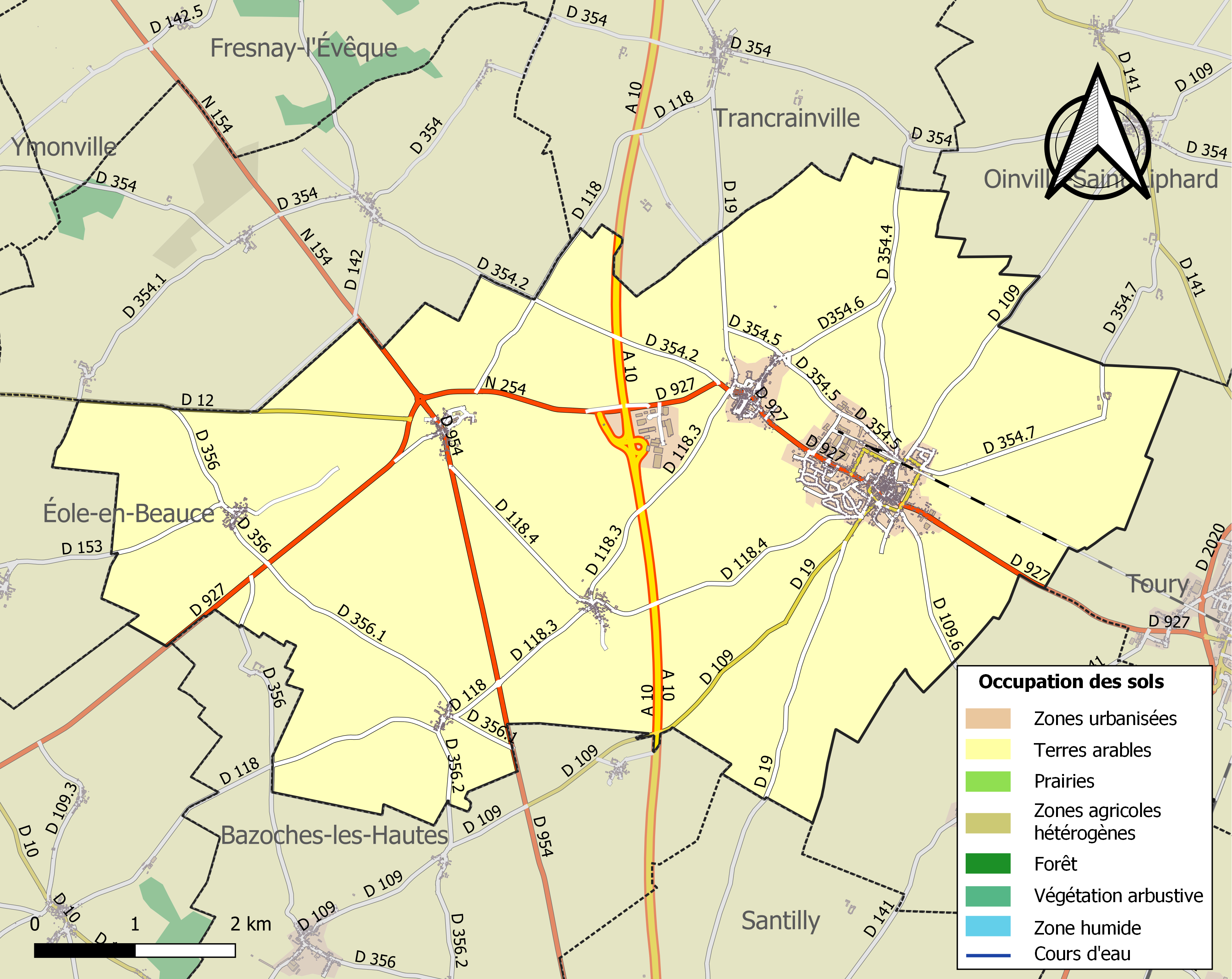
博斯地区让维尔土地利用情况地图

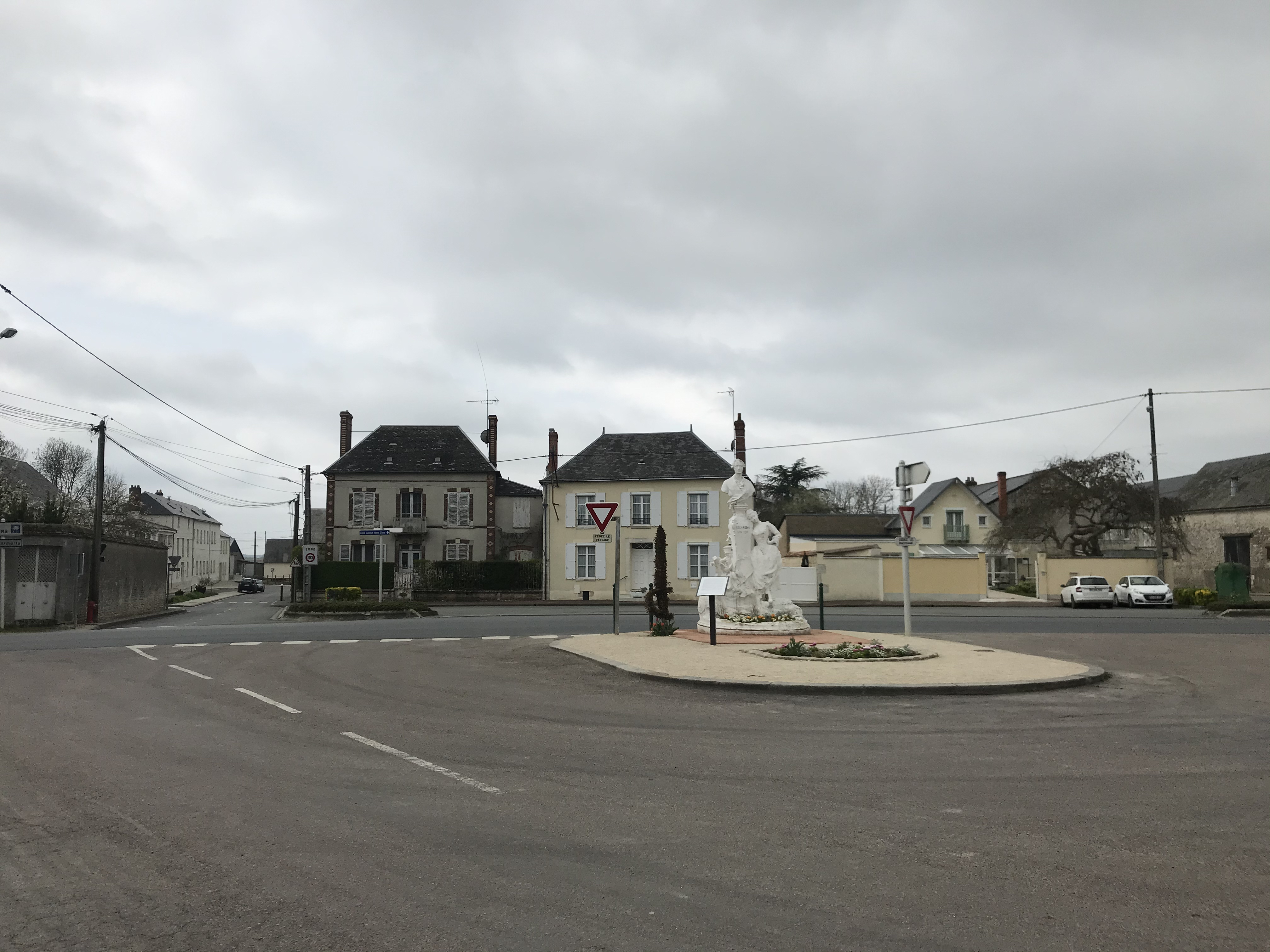
奥尔良广场

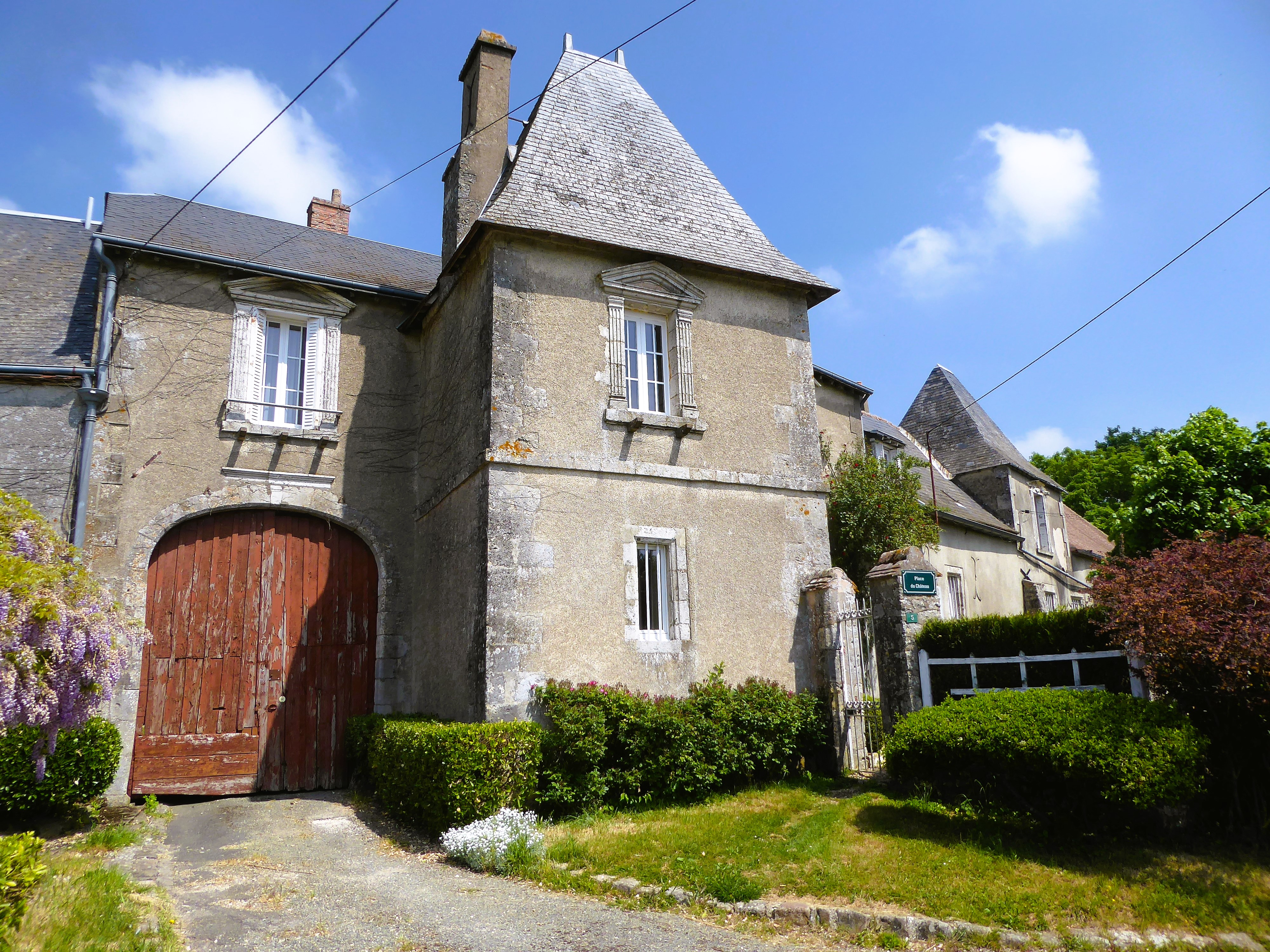
勒皮塞城堡

### 教育
博斯地区让维尔属于奥尔良-图尔学区。截至2021年1月1日，博斯地区让维尔境内共有1所幼儿园、2所小学和1所初级中学。2022至2023学年度，博斯地区让维尔境内共有在校中等教育阶段学生325名。

### 医疗
截至2022年1月1日，博斯地区让维尔境内共有保健师1名、牙医1名、药房1家、养老院1家。
距离博斯地区让维尔最近的区域性医疗机构为皮蒂维耶中心医院（Centre Hospitalier de Pithiviers），其主病区医院位于皮蒂维耶市中心，距离博斯地区让维尔市区的正常车程大约30分钟，该院设有床位262个。

### 住房
2020年，博斯地区让维尔境内共有各类住房1,244套，其中82.0%为独立式住宅，17.7%为集中式住宅。常住房屋占博斯地区让维尔市镇范围内居民建筑总量的85.4%。
在住房保障政策方面，2022年，博斯地区让维尔境内共有103户家庭获得了住房经济补助，受益人数占总人口数量的4.1%，其中94份为房租补助。

### 商业
2021年，博斯地区让维尔境内共有各类实体商铺58家，其中餐厅5家、大型超市2家、面包房2家、肉铺1家、书店1家、银行门店4家、美容美发店9家、汽车维修店3家。博斯地区让维尔镇中心东侧建有一家Intermarché超市。

### 体育
2021年，博斯地区让维尔境内共有1家游泳池、1间体育馆、3处足球或橄榄球场以及1处篮球或排球场。
截至2024年6月，图里-让维尔体育协会（AS Toury Janville，编号582646）是博斯地区让维尔境内唯一的一家注册足球俱乐部，其主队2024至2025赛季参加厄尔-卢瓦省足球联赛丙组（法国第十一级别），其主场为市政球场（Stade Municipal）。

### 环境
博斯地区让维尔的环境事务由其所属的博斯之心市镇公共社区联合各级政府协调负责。2021年，博斯地区让维尔境内共有1家污染企业。

### 治安
2021年，博斯地区让维尔市镇范围内有1处宪兵队。
博斯地区让维尔及其附近的共107个市镇是吕塞国家宪兵队（zone gendarmerie de Lucé）的管辖范围。2020年，该宪兵队累计记录各类案件2,724起，其中盗窃类案件1,296起，经济类案件399起，毒品交易类案件111起。

## 文化

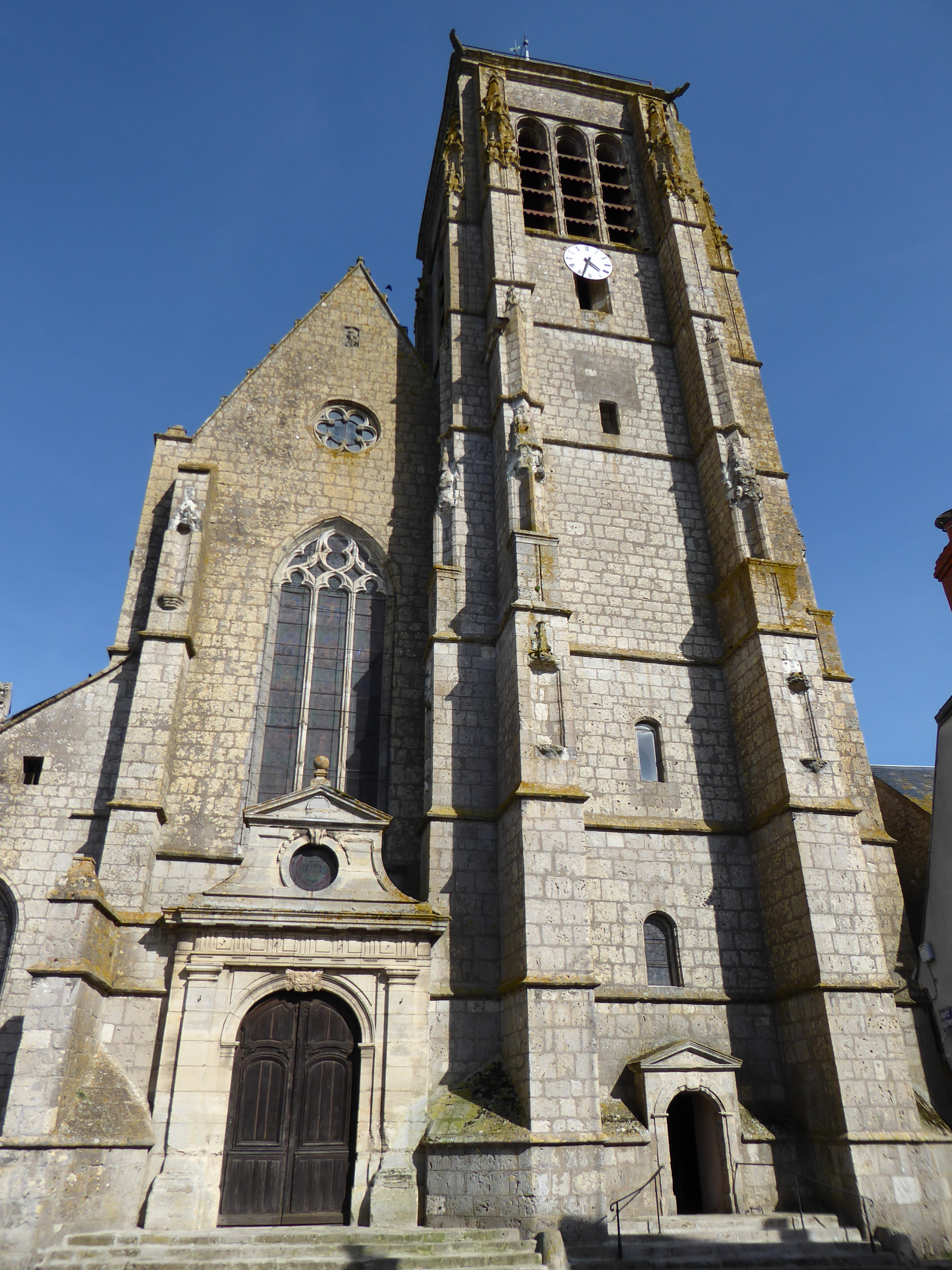
圣艾蒂安教堂

2021年，博斯地区让维尔境内暂无任何文化设施。博斯地区让维尔境内建有多媒体中心（Médiathèque），每周二至六向公众开放。

### 建筑
博斯地区让维尔境内有多处历史建筑，其中圣艾蒂安教堂、勒皮塞圣艾蒂安-圣马德莱娜教堂等为法国国家文物保护单位。

### 旅游
博斯地区让维尔的旅游事务由其所属的博斯之心市镇公共社区联合各级政府协调负责。2023年，博斯地区让维尔境内共有1家酒店共计5间房间。

### 媒体
法国主要的媒体均可在博斯地区让维尔接收，法国电视三台下属的中央-卢瓦尔河谷大区频道在部分时段播出博斯地区让维尔所在厄尔-卢瓦省的地方新闻。《共和回声报》、《中央共和报》、蓝色法兰西奥尔良广播等是当地主要的地方性媒体。

## 友好城市
截至2024年6月，博斯地区让维尔暂未建立任何友好城市关系。